# Fernando Rosas
Fernando José Mendes Rosas ComL (Lisboa, 18 de abril de 1946) é um historiador, professor e político português, sendo um dos fundadores do Bloco de Esquerda.

## Biografia

### Percurso académico e profissional
Criado em Lisboa, Fernando Rosas frequentou o Liceu Normal de Pedro Nunes e licenciou-se pela Faculdade de Direito da Universidade de Lisboa.
Terminada a licenciatura, tornou-se jurista no Gabinete de Estudos e Planeamento dos Transportes Terrestres, em 1969. Em 1972 porém, depois de cumprir uma pena de prisão em virtude da sua atividade política, é impedido de regressar à função pública.
Em 1982 passou a dedicar-se ao jornalismo, coordenando a página de História do Diário de Notícias e participando na redação do seu suplemento cultural, até 1992. Desde esse ano passou a ser colunista quinzenal do jornal Público. Foi ainda comentador no programa Prova dos Nove da TVI24.
Em 1986 concluiu o mestrado em História dos Séculos XIX e XX, pela Universidade Nova de Lisboa. 

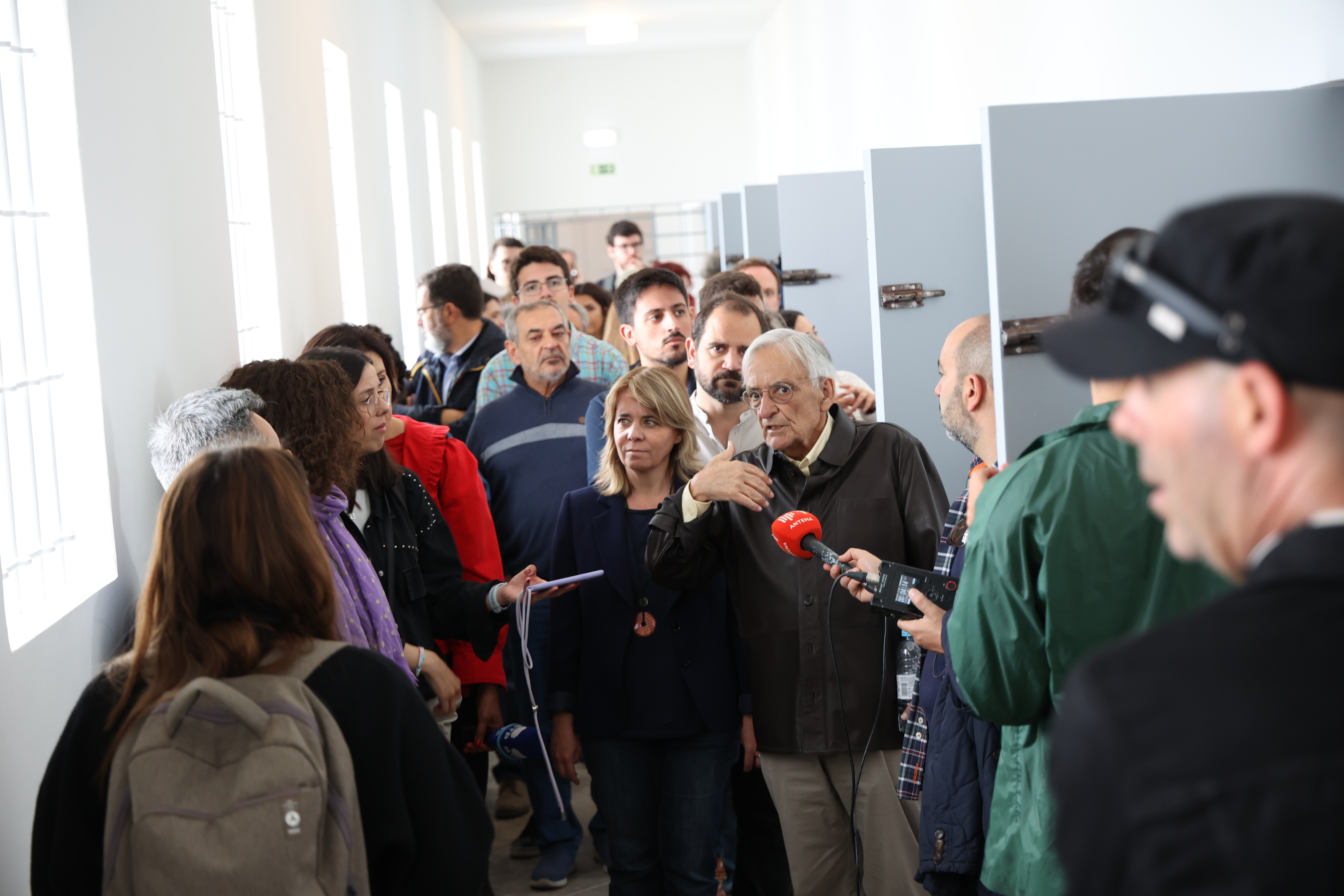
Rosas com Catarina Martins e José Gusmão, em visita ao Museu da Resistência e da Liberdade em 2024

Convidado para assistente do Departamento de História da Faculdade de Ciências Sociais e Humanas, aí viria a prosseguir uma carreira académica, como investigador e docente, doutorando-se em História Contemporânea, em 1990. A sua investigação centra-se na história do Estado Novo e do Salazarismo, tendo mais de uma centena de textos publicados nesses domínios.
Paralelamente, presidiu ao Instituto de História Contemporânea da mesma Faculdade entre 1990 e 2013, foi consultor da Fundação Mário Soares e foi diretor da revista História entre 1994 e 2007.
Em 2003, ascendeu a professor catedrático da FCSH-UNL. Em abril de 2016, deu a sua última lição, sendo depois convidado a continuar a lecionar a cadeira de História dos Fascismos enquanto professor convidado. Em 2019, Rosas recebeu o título de Professor emérito, tendo sido o primeiro docente da FCSH a receber essa honra.
Rosas integrou a Comissão Executiva do Museu Nacional da Resistência e da Liberdade, instalado no Forte de Peniche, antiga cadeia política onde esteve preso.

### Percurso político
Filho e neto de republicanos, desde jovem que Fernando Rosas se envolveu na atividade política e, em particular, no ativismo contra a ditadura salazarista. 
Em 1960, no Pedro Nunes, participou na fundação da Comissão Pró-Associação dos Liceus (CPA-L). Um ano depois, em 1961, aderiu ao Partido Comunista Português. Em 1962, já estudante de Direito envolve-se nas lutas académicas desse ano (a chamada Crise académica de 1962) e é eleito vice-presidente da CPA-L. Por causa destas atividades acabaria por ser detido em janeiro de 1965 e condenado a um ano e três meses de prisão correcional. 
Em 1968 afasta-se do PCP, continuando, no entanto, empenhado na contestação à ditadura e no ativismo de esquerda - participa na primeira manifestação em Portugal contra a guerra do Vietname, dinamizada por setores que se irão ligar à Esquerda Democrática Estudantil. Em 1969 apoia a Comissão Democrática Eleitoral, que, ao lado da CEUD de Mário Soares, de orientação não comunista, formava a Oposição Democrática às eleições legislativas desse ano. Em agosto de 1971, é detido pela segunda vez e submetido à tortura do sono, seguindo-se uma nova condenação de 14 meses de prisão correcional. Em 1973 dinamiza a campanha de denúncia pública do assassinato de Amílcar Cabral, conseguindo escapar-se a uma nova tentativa de detenção. Desde esse momento até ao 25 de abril de 1974 viveu na clandestinidade.
Entretanto, afastado definitivamente do PCP, participava na fundação do MRPP em 1970. Após a revolução passou a dirigir o jornal oficial do MRPP, Luta Popular, até 1979. Rosas foi ainda candidato do MRPP à Câmara Municipal de Lisboa nas eleições autárquicas de 1976, obtendo pouco mais de 4000 votos e 0,9% dos votos. Apoiou as candidaturas presidenciais de Ramalho Eanes, em 1976 e 1980.

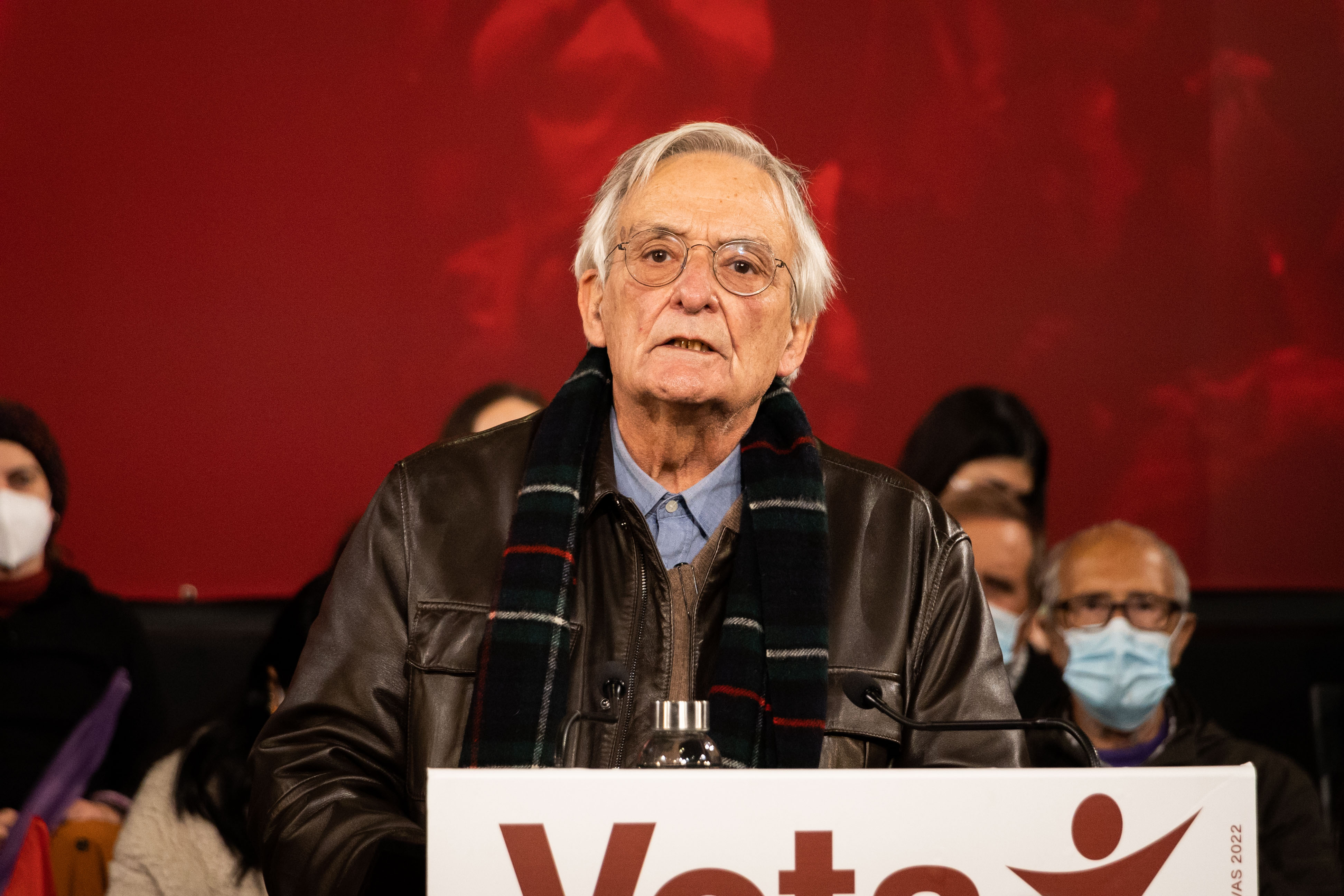
Fernando Rosas num comício do Bloco de Esquerda durante a campanha para as eleições legislativas de 2022

Afastado do MRPP no último desses anos, seria a seguir candidato independente a deputado, pelas listas do Partido Socialista Revolucionário (PSR), a partir de 1985. Em 1996, pertenceu à Comissão Política da candidatura presidencial de Jorge Sampaio.
Em 1999, juntamente com Francisco Louçã do PSR, Luís Fazenda da UDP e Miguel Portas do Política XXI, foi um dos fundadores do Bloco de Esquerda (BE). Após as eleições legislativas de 1999, em que o Bloco de Esquerda se estreou na Assembleia da República com 2 assentos, tornou-se deputado, assumindo o mandato rotativamente.
Nas eleições presidenciais de 2001, Rosas foi candidato à Presidência da República, com o apoio do BE, obtendo o quarto lugar, com cerca de 130 mil votos e 3,0% dos votos.
Em 2002, foi cabeça de lista do Bloco de Esquerda pelo Distrito de Setúbal, falhando a eleição. Em 2005, voltou a ser cabeça de lista por Setúbal, sendo desta vez eleito, sendo reeleito em 2009. Rosas deixou o Parlamento em 2010, a meio do mandato, com o objetivo de se dedicar à investigação e ao ensino.
Em 2025, foi anunciado como cabeça de lista pelo Distrito de Leiria para as eleições legislativas desse ano, como parte de uma estratégia para apontar os fundadores do Bloco de Esquerda para liderar as listas de distritos onde o partido elegeu no passado.

### Condecorações
- Comendador da Ordem da Liberdade (30 de janeiro de 2006)[10]

## Obras publicadas (seleção)
- As primeiras eleições legislativas sob o Estado Novo: as eleições de 16 de Dezembro de 1934 (1985)
- O Estado Novo nos Anos 30 (1986)
- O salazarismo e a Aliança Luso-Britânica: estudos sobre a política externa do Estado Novo nos anos 30 a 40 (1988)
- Salazar e o Salazarismo (co-autor) (1989)
- Portugal Entre a Paz e a Guerra (1939/45) (1990)
- Portugal e o Estado Novo (1930/60) (co-autor) (1992)
- O Estado Novo (1926/74) (co-autor) (1994)
- Dicionário de História do Estado Novo (dir.) (1995)
- Portugal e a Guerra Civil de Espanha (coord.) (1996)
- Armindo Monteiro e Oliveira Salazar: correspondência política, 1926-1955 (coord.) (1996)
- Salazarismo e Fomento Económico (2000)
- Portugal Século XX: Pensamento e Acção Política (2004)
- Lisboa Revolucionária (2007)
- História da Primeira República Portuguesa (coord.) (2009)
- Salazar e o Poder: A Arte de Saber Durar (2012)[11]
- A Primeira República , 1910-1926: Como Venceu e Porque se Perdeu (2018)
- Salazar e os Fascismos (2019)
- Direitas Velhas, Direitas Novas (2025)

## Resultados eleitorais

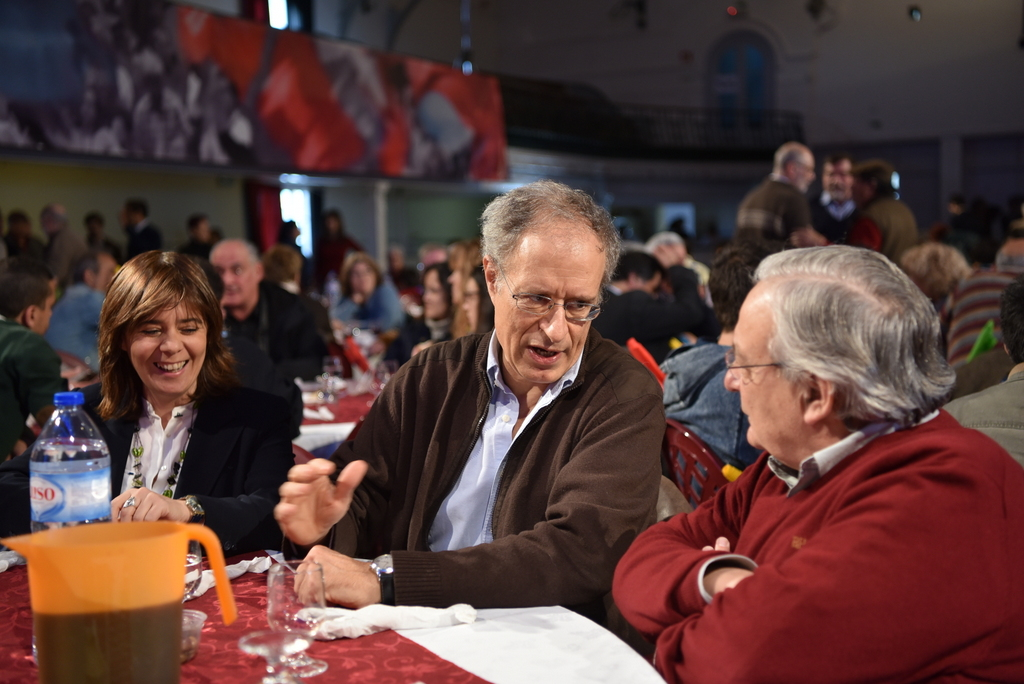
Fernando Rosas com Francisco Louçã e Catarina Martins em 2016

### Eleições presidenciais
| Data | Partidos apoiantes | 1ª Volta | 1ª Volta | 1ª Volta      | 1ª Volta | 2ª Volta | 2ª Volta | 2ª Volta | 2ª Volta | Status     | Ref    |
| Data | Partidos apoiantes | Cl.      | Votos    | %             | +/-      | Cl.      | Votos    | %        | +/-      | Status     | Ref    |
| ---- | ------------------ | -------- | -------- | ------------- | -------- | -------- | -------- | -------- | -------- | ---------- | ------ |
| 2001 | BE                 | 4.º      | 129 840  | 3,00 / 100,00 |          |          |          |          |          | Não eleito | [ 12 ] |

### Eleições legislativas
| Data | Partido | Partido | Circulo eleitoral | Posição     | Cl.    | Votos          | %             | +/-        | Status                        | Notas                            | Ref    |
| ---- | ------- | ------- | ----------------- | ----------- | ------ | -------------- | ------------- | ---------- | ----------------------------- | -------------------------------- | ------ |
| 1999 |         | BE      | Lisboa            | 3.º (em 49) | 5.º    | 55 113         | 4,89 / 100,00 |            | Não eleito                    | Assumiu o mandato rotativamente. | [ 13 ] |
| 2002 | Setúbal | BE      | 1.º (em 17)       | 5.º         | 18 228 | 4,62 / 100,00  |               | Não eleito |                               | [ 14 ]                           |        |
| 2005 | Setúbal | BE      | 1.º (em 17)       | 4.º         | 43 851 | 10,24 / 100,00 | 5,62          | Eleito     |                               | [ 15 ]                           |        |
| 2009 | Setúbal | BE      | 1.º (em 17)       | 4.º         | 58 827 | 14,02 / 100,00 | 3,78          | Eleito     | Renunciou ao mandato em 2010. | [ 16 ]                           |        |
| 2025 | Leiria  | BE      | 1.º (em 10)       | 8.º         | 5 099  | 1,92 / 100,00  |               | Não eleito |                               | [ 17 ]                           |        |

### Eleições autárquicas

#### Câmara Municipal
| Data | Partido | Partido | Concelho | Posição     | Cl. | Votos | %             | Status     | Notas |
| ---- | ------- | ------- | -------- | ----------- | --- | ----- | ------------- | ---------- | ----- |
| 1976 |         | MRPP    | Lisboa   | 1.º (em 17) | 6.º | 4 087 | 0,92 / 100,00 | Não eleito |       |